# Renoir, My Father
Renoir, My Father è un film del 1978 diretto da Alan Cooke e basato sulla vita del pittore francese Pierre-Auguste Renoir.